# Camilla Gentili
Camilla Gentili (... – San Severino Marche, 26 luglio 1486) è una martire cristiana.
Il suo culto come beata è stato confermato da papa Gregorio XVI nel 1841.

## Biografia
Apparteneva alla nobile famiglia Gentili: fu uccisa dal marito ed è onorata come martire a San Severino Marche.
Secondo la tradizione, sposò Battista Santucci, uomo brutale, che provava una violenta avversione per la famiglia Grassi, alla quale apparteneva la famiglia della madre di Camilla; nonostante fosse stato perdonato per l'omicidio di un Grassi proprio grazie alla mediazione di sua moglie, le impedì di avere contatti con sua madre e, quando scoprì che Camilla continuava a vederla in segreto, la assassinò a colpi di pugnale.

## Il culto
Papa Gregorio XVI, con decreto del 15 gennaio 1841, ne confermò il culto con il titolo di beata.
Il suo elogio si legge nel martirologio romano al 26 luglio.